# 北条氏成
北条 氏成（ほうじょう うじなり、生没年不詳）は、戦国時代の後北条氏一族。北条氏繁の三男。通称は新八郎。官途名は左馬助。
北条氏直の偏諱を受けて直重と改名する。氏直の弟にも同名の人物がいるが、別人である。次兄北条氏勝に従って相模国玉縄城を守る。
小田原征伐で氏勝に従って伊豆国山中城を守備していたが、豊臣軍に城を落とされて氏勝とともに城を脱出する。氏勝はこれを恥じて自害しようとするが、弟2人（直重と繁広）がこれを諌め、氏勝を玉縄城へ連れ帰ったという。